# Torre Guinigi
La Torre Guinigi es una torre de 44,25 m de altura ubicada en la ciudad de Lucca, Toscana, Italia. Su acceso se produce por la Via Sant'Andrea 45.
Es una de las torres más importantes y uno de los monumentos más representativos de la ciudad de Lucca. Además es de las pocas torres que se mantienen en pie en esta ciudad. La característica principal, y por lo que es más conocida, es la presencia de un jardín con algunas encinas en su parte superior. A su lado se encuentra el palacio del mismo nombre que perteneció a Michele, Francesco y Nicolao Guinigi. 
Hacia el siglo XIV, dentro del perímetro de las murallas de la ciudad de Lucca existían gran cantidad de torres y campanarios. La familia Guinigi (quienes eran dueños de buena parte de la ciudad y constituyeron una de las familias más famosas de Lucca) quisieron embellecer la torre con un jardín arbolado, convirtiéndose éste en uno de los símbolos del renacimiento, estando presente incluso en el escudo familiar. 
La torre ha sido donada por la última heredera de la familia Guinigi a la ciudad de Lucca.

## Leyenda e historias sobre el jardín colgante de la torre
Existen diversas teorías sobre por qué se plantaron los árboles en la torre. Algunas hipótesis se refieren a que con ello se quería superar la altura laTorre delle Ore, que era la más alta de la ciudad (con 50 metros), y otras sostienen que simplemente era un signo de distinción que pudiera hacer reconocible el edificio en la distancia entre las diferentes torres urbanas. 

## Galería de imágenes

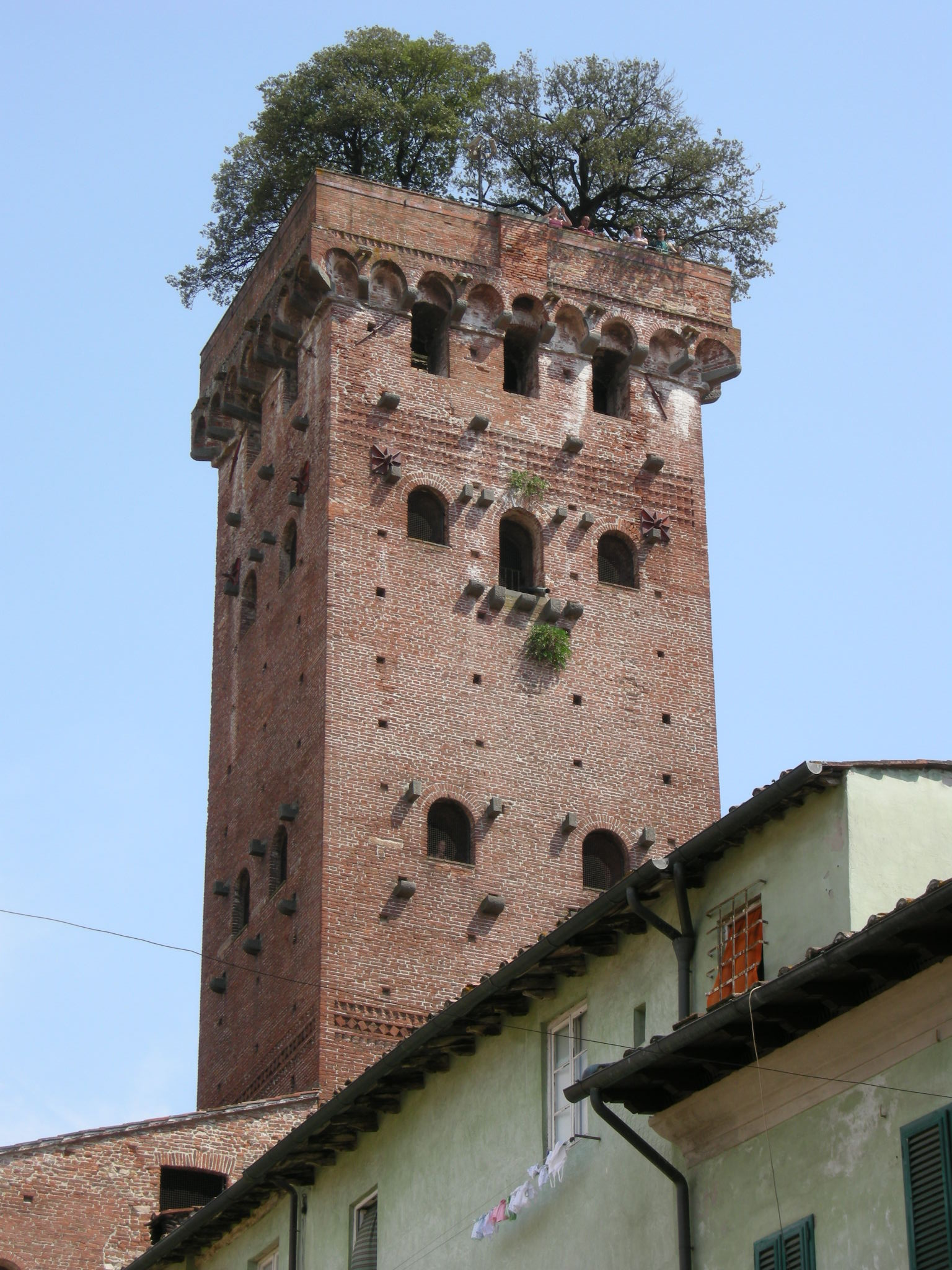
Detalle
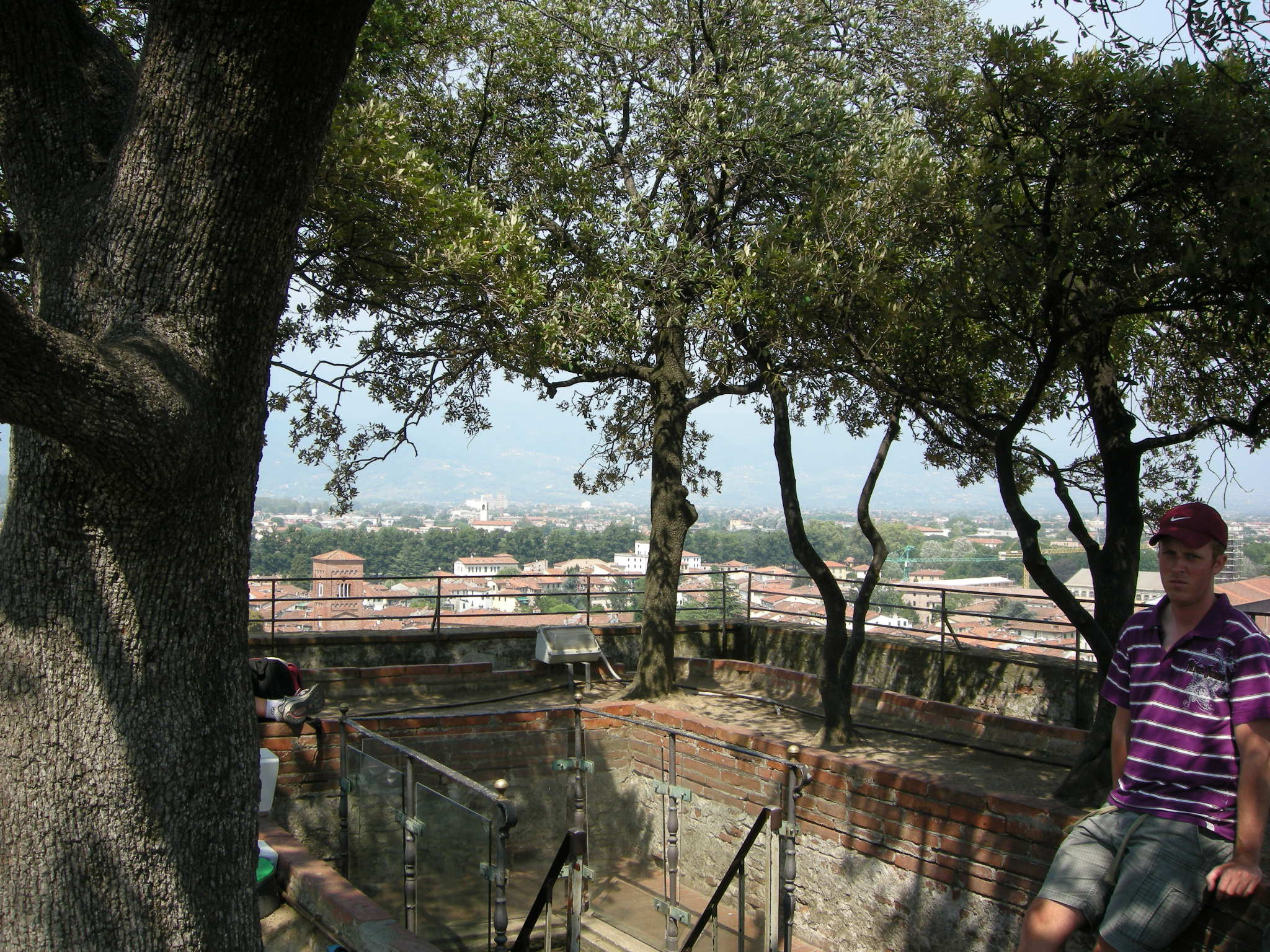
El jardín en la parte superior
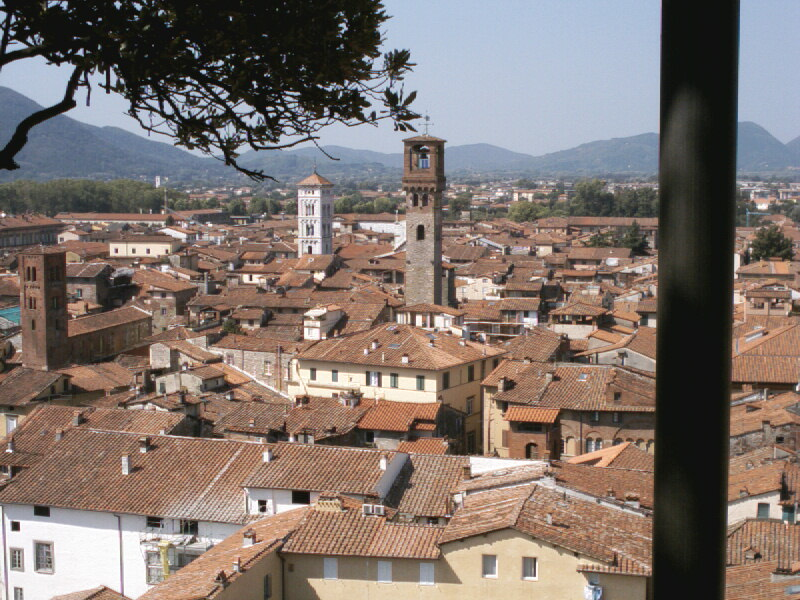
La vista de la Torre Guinigi
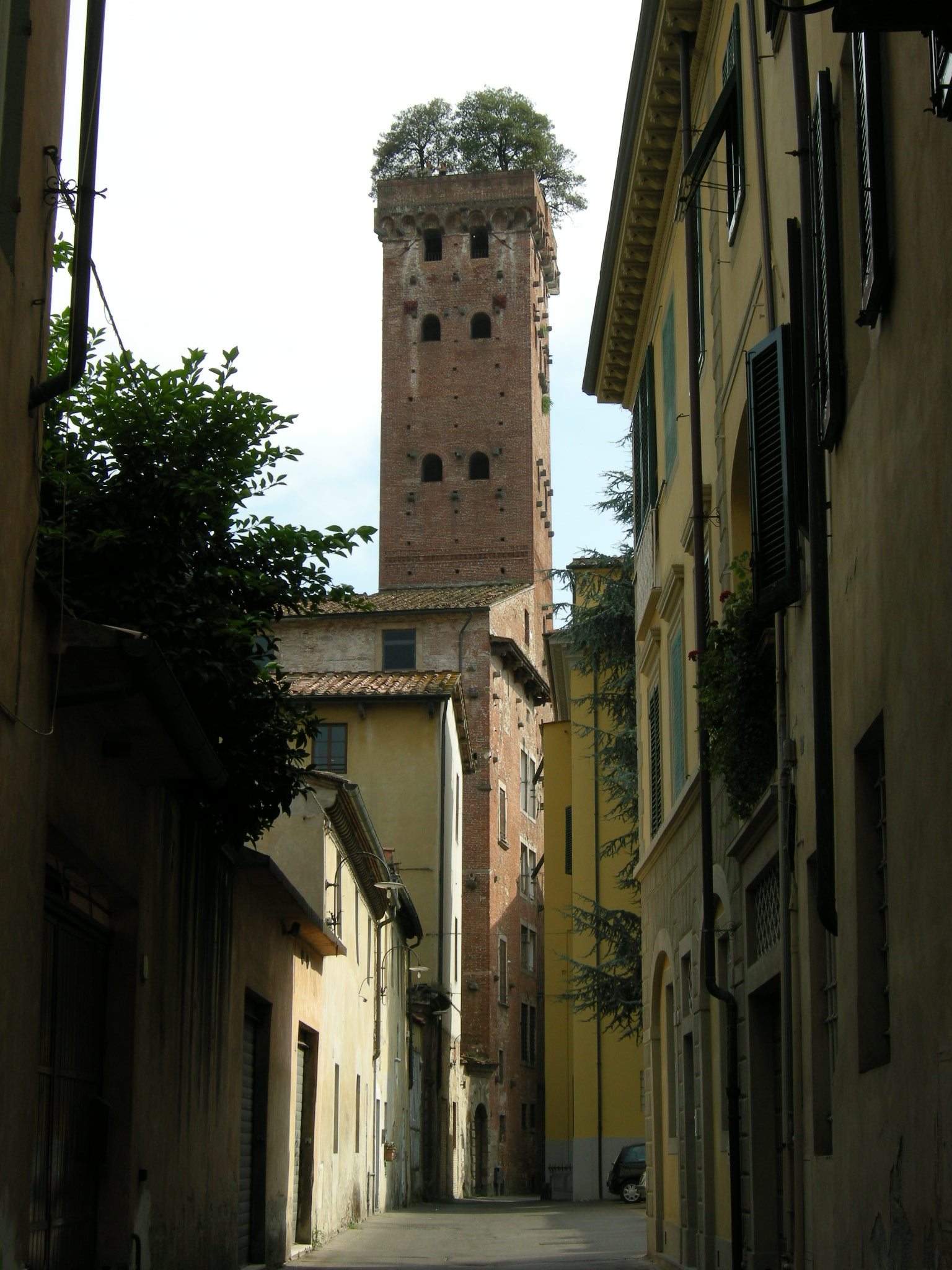
Vista de la Torre Guinigui desde la calle